# Richard Rolf
Ernst Joakim Richard Rolf, född 7 april 1952 i Johannes församling i Stockholm, är en svensk musiker, instrumentbyggare och poet. 
Musikkarriären som gitarrist började med gruppen November.
I sitt fortsatta liv som musiker har Rolf arbetat med bland andra Backa Teater, Ulf Lundell, Fläskkvartetten, Rikard Wolff, Totta Näslund, Tommy Nilsson, Lasse Englund, Ale Möller, Rikard Bergqvist, Coste Apetrea, Ted Ström och Vindhäxor med flera.
Rolf har gesällbrev och mästarbrev i instrumentbyggarkonsten utfärdat av Georg Bolin och har bedrivit instrumentbyggarverkstad sedan 1986.
Han gav ut diktsamlingen Ett stilla öga 2015 på förlaget Black Island Books.
Rolf är son till Lill-Marie Blomberg och Lars Rolf.